# Cereseto

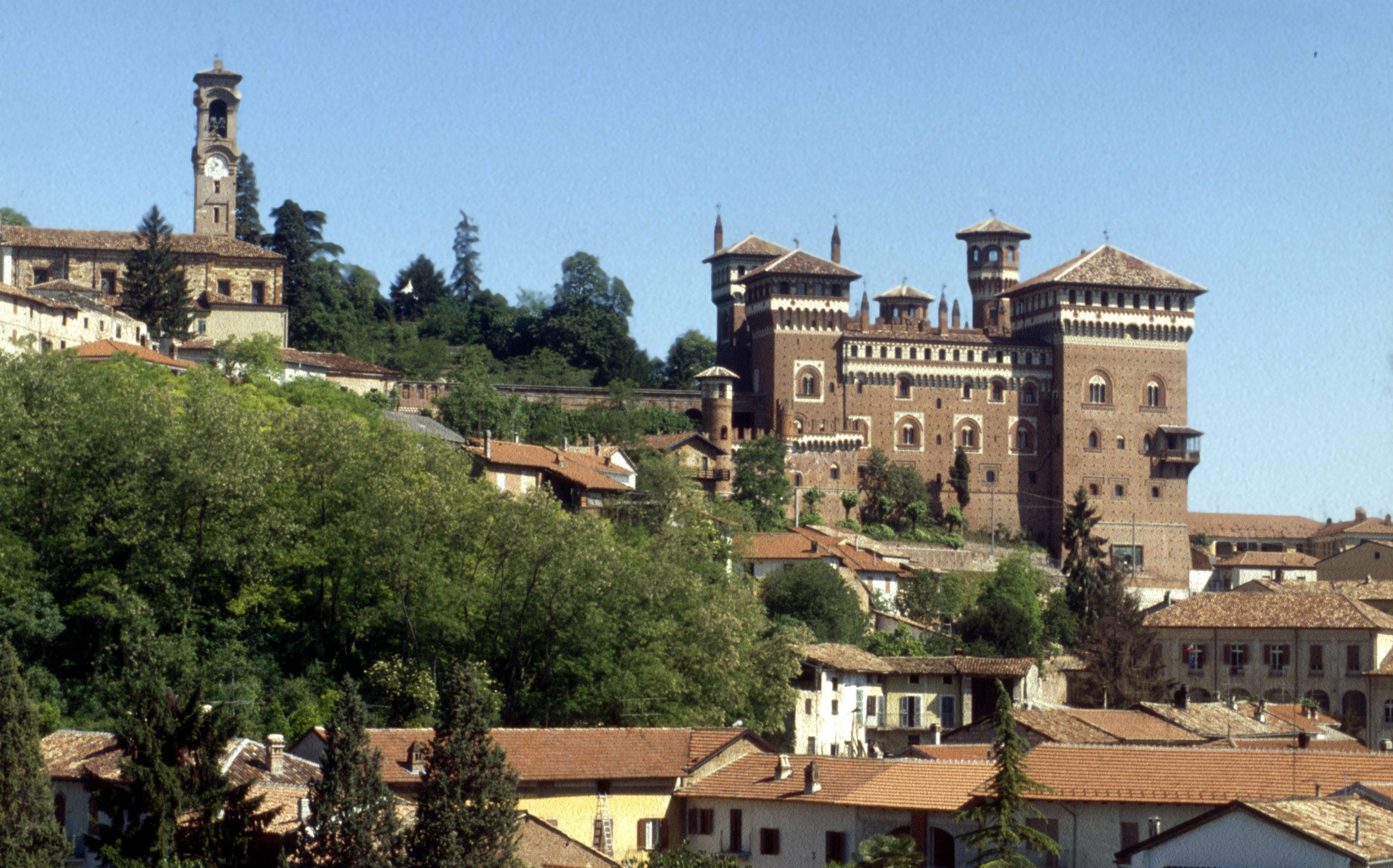
Cereseto

Cereseto là một đô thị ở tỉnh Alessandria trong vùng Piedmont của Italia, có vị trí cách khoảng 50 km về phía đông của Torino và khoảng 30 km về phía tây bắc của Alessandria. Tại thời điểm ngày 31 tháng 12 năm 2004, đô thị này có dân số 471 người và diện tích là 10,4 km².
Cereseto giáp các đô thị: Moncalvo, Ottiglio, Ozzano Monferrato, Pontestura, Ponzano Monferrato, Sala Monferrato, Serralunga di Crea, và Treville.